# 加茂健
加茂健（日语： Kamo Takeshi，1915年2月8日—2004年3月26日），日本足球運動員，出生于静冈县滨松市。前日本國家足球隊成員，场上位置为前锋。其弟弟加茂正五同为足球运动员。

## 经历
小学4年级时开始踢足球，中学5年均担任校队队长，曾率队获日本中部大赛冠军。进入早稻田大学后加入足球部。
大学在读时即被选为1936年柏林奥运会足球比赛日本国家队队员，身着10号球衣，在当届赛事中出场2次。此外还入选1938年世界杯预选赛、1940年东京奥运会的参赛阵容。但日本队因故未参加1938年世界杯预选赛，1940年东京奥运会也因战争中止，加茂没能再次为日本队出战。
1939年1月，被召集入日本军，战后居住于神奈川县川崎市。
2004年3月26日，因心脏病去世，享年89岁。葬礼于东京都品川区举办。

## 成績
| 日本國家足球隊 | 日本國家足球隊 | 日本國家足球隊 |
| 年             | 出場           | 入球           |
| -------------- | -------------- | -------------- |
| 1936           | 2              | 0              |
| 總和           | 2              | 0              |

## 著作
- 《足球 理论和技术》（朝日新聞社、1949年）堀江忠男、加茂健（共著）

## 外部連結
- Japan National Football Team Database